# Muhàmmad Úmar ibn Mihran Xah
Muhàmmad Úmar ibn Mihran Xah (1383 - 1407) fou un príncep timúrida fill de Miran Xah i net de Tamerlà.

## Governador de Samarcanda
Al marxar cap a l'Índia el 1398, Tamerlà va encarregar el govern de Samarcanda al príncep Umar o Muhammad Umar, fill de Miran Xah. Al seu retorn de l'Índia, Tamerlà va arribar el 13 d'abril de 1399 a Durbilgin on Xah Rukh (timúrida) que venia d'Herat el va anar a trobar. En el mateix lloc el príncep Muhammad Umar, per mes d'un any encarregat del govern de Samarcanda, va rebre a Timur i li va baixar els peus; Timur el va rebre molt be ja que havia tingut informes de la seva bona gestió com a governant.
El 1400 quan Tamerlà va començar la campanya d'Anatòlia oriental, Muhammad Umar va ser l'encarregat de portar a les dames de la cort i els petits prínceps des de Awnik a Samarcanda.
El 1401 Tamerlà el va nomenar lloctinent general del govern de Samarcanda i va designar com ajudant al amir Timur Khoja ibn Akbugha (i altres amirs auxiliars). A la mort de Muhammad Sultan el 22 de març de 1403, Tamerlà va pensar en la successio i la distribució de l'imperi. El 1403, a Menkul, Timur va retornar el seu favor a Pir Muhammad ibn Umar Xaikh i li va retornar el govern de Fars i Siraz, donant-li com a ministres a Luft Allah ibn Bayan Timur ibn Akbugha i a Txel Panchat Barles. Va cridar al príncep Rustem que era a Shiraz, per presentar-se a la cort; quan va arribar a Kansar, que era una dependència de Gulbadkhan es va trobar amb un diploma de l'emperador que li concedia el govern d'Esfahan i li ordenava anar a Burudjird i reconstruir la fortalesa d' Ormiyan. Pir Muhammad, que estava de camí a Shiraz, va arribar a Kansar i es va trobar allí amb el seu germà Rustem; va ser una trobada cordial i després cadascú va anar al seu govern si bé Rustem primer va fer la tasca encarregada a Burudjird abans de poder anar a Esfahan. Timur es va traslladar a la zona de Kars i allí va donar el govern de l'Iraq Arabí incloent Wasit i Bàssora (i amb les seves dependències de Kurdistan, País Oirat, Mardin i Diyarbakir) al príncep Abu Bakr amb l'encàrrec de recuperar i restaurar Bagdad; li va donar com a grans amirs a Bayan Sultan Barles, Pir Husayn Barles, Sevinjik Bahadur, Sultan Sanjar, Hajji Saif al-Din Barles, Doler Khoja Inak i alguns altres, així com un fort exèrcit. Abu Bakr va anar a la zona via Diyarbakir. Timur va enviar també en suport d'Abu Bakr al seu net Rustem, governador d'Esfahan; altres suports enviats per Timur foren Tukel Ari Bugha, governador d'Hamadan, Tamun Sutxi, governador de Nihawand i Shah Rustem de Sanjar i Dinawar.

## Governador del Takhi-i-Hulagu
A finals del 1403 o principis del 1404 a Baylakan va decidir concedir el govern del territoris de Baylakan, Bardaa, Ganja, Arran, Armènia, Geòrgia i fins a Trebisonda, que abans depenien del govern de Tabriz (Azerbaidjan) al seu net Khalil Sultan; com ja hem vist els territoris de l'antiga corona d'Hulagu havien passat en part a Abu Bakr (el fill gran de Miran Shah que va rebre l'Iraq Arabí amb Bagdad i les seves dependències) i la resta passarien a Muhammad Umar. Aquest estava a Samarcanda i fou cridat pel seu avi Tamerlà a Baylakan. Un kurultai celebrat al Karabagh al final del hivern del 1403 al 1404 (ja l'any 1404) va formalitzar el nomenament de Muhammad Umar al Takhi-i-Hulagu (Azerbaidjan, Arran, Armènia, Geòrgia, Shaki, Xirvan, Mughan, Gilan, Pèrsia del nord o Iraq Ajamita, Rustumdar i Mazanderan). Timur abans d'abandonar el Karabagh, encara va fer un darrer nomenament: els governs de Hamadan, Nihawand, Burudjird i Lur-i Kučik foren concedits al príncep Iskandar Es va celebrar una gran festa per marcar la concessió del Regne d'Hulagu al príncep Muhammad Umar. Els seus dominis abraçaven a mes dels indicats, Anatòlia fins a Constantinoble, Síria i Egipte. Els virreis de Fars i de l'Iraq Arabí li estarien supeditats (és a dir seria preeminent sobre el seu germà Abu Bakr i naturalment sobre el seu pare Miran Xah i sobre tots els governadors i prínceps vassalls de Pèrsia occidental) i haurien d'assistir a les assemblees. Com ajudants li va designar als amirs Jahan Xah Bahadur, Rustem ibn Musa, Tevekkul Barles, Junayd Boroldai i altres i li va concedir deu mil cavallers; li va atorgar una corona i el va deixar marxar cap al seu govern. Després va repartir honors als prínceps aliats: Malik Isa de Mardin, Malik Izz al-Din Shir de Vastan, Shaikh Ibrahim de Shirwan, Kustendil o Constantí germà del rei de Geòrgia; a Tizek, Bistam i Dialik els va posar al seguici de Muhammad Umar que marxava de cami cap l'ala Tagh (abril de 1404). Al seu pare Miran Xah li va concedir el govern d'Arran segurament per poc temps i després el va fer anar a Sultaniya on li va donar el govern local.

## Guerres a la mort de Tamerlà

### Proclamació del germà Khalil Sultan
A la mort de Tamerlà el 18 de febrer de 1405, les pretensions de Sultan Husayn Mirza van desfermar el pànic a l'exèrcit que era a Taixkent. El príncep Muhammad Umar i els amirs Kodadad Husayni, Yadghar Shah Arlat, Shams al-Din Abas i Burunduk (entre d'altres) van decidir avançar-se a Sultan Husayn i proclamar emperador a Khalil Sultan a la pròpia Taixkent, sense consultar ni a altres amirs i princeps ni a les emperadrius.
Muhammad Umar i Abu Bakr van donar suport breument a Khalil Sultan; després es van dirigir al seus governs. Muhammad Umar havia rebut el govern del Takhi-i-Hulagu (l'Azerbaidjan i Tabriz, l'Iraq Ajamita amb Sultaniya, Kazwin i Rayy, Gilan, Rustumdar, Xaki i el Xirvan amb preeminència sobre el seu germà gran Abu Bakr. Aquest volia anar a Samarcanda amb Muhammad Umar i el seu pare Miran Xah que vivia a Sultaniya, i va reunir al seu exèrcit i va deixar l'Iraq Arabí sota administració d'alguns oficials (eliminats a finals d'any pels jalayírides) i se'n va anar cap a Transoxiana.

### Conspiració de Jahan Xah
Només saber-se la mort de Tamerlà, alguns amirs van començar a conspirar per agafar posicions de preferència. Van convèncer a Jahan Xah, que estava borratxo la major part del temps, de fer executar alguns cortesans entre els quals el naib Mawlana Kutb al-Din Awbahi. Muhammad Umar va reaccionar immediatament, va ordenar atacar a Jahan Xah que després d'un intent de resistència va acabar fugint. Perseguit fou atrapat, fet presoner i executat per un fill d'un dels cortesans assassinats. Muhammad Umar li va reprotxar a l'assassí però ja no tenia remei; va tractar amb indulgència als servidors de l'amir i la seva riquesa es va repartir entre la cancelleria i el saqueig. Va sortir de Karabagh per anar a l'Awjan. Les forces de Muhammad eren 47 koshuns cadascun de 500 homes (o sigui en total 23.500 homes) més 5000 homes de la guàrdia reial.

### Detenció d'Abu Bakr
L'execució de l'amir Jahan Xah per part de Muhammad Umar no va agradar a Abu Bakr; Muhammad Umar va tèmer que l'exèrcit que travessava els seus dominis servís per prendre venjança de la mort de l'amir. L'amir Husayn Barles es va presentar com a delegat d'Abu Bakr per anunciar que el seu senyor romania fidel a Muhammad Umar. El 2 de maig de 1405 Muhammad Umar va acampar a Sultaniya, cap on es dirigia Abu Bakr, aquest probablement no tenia intencions hòstils, devia voler la cooperació del Umar en l'expedició cap a Transoxiana, i volia també que hi participés el seu pare Miran Xah. Per això va aturar el seu exèrcit a certa distància de Sultaniya i va anar cap al campament de Muhammad Umar amb un reduit grup de soldats. Però Muhmmad Umar ja s'havia desentés de la sort de Khalil; va consultar amb els seus amirs que s'havia de fer i la majoria van opinar que calia arrestar a Abu Bakr. Quan aquest va arribar al campament fou detingut i empresonat a la ciutadella de Sultaniya. Miran Xah va decidir (pel seu compte o per pressió del seu fill Muhammad Umar) marxar al Khurasan (província mongola) exiliat i amb destí final eventualment a Transoxiana (juny o juliol de 1405), però va haver d'esperar perque a Khurasan l'amir Said Khoja estava combatent la rebel·lió dels sarbadars i el viatge era perillós.

### Conflicte amb els cosins de Fars, Yadz i Esfahan
Iskandar d'Hamadan i Pir Muhammad de Fars van acordar enfrontar al seu cosí Umar fent servir com a base la ciutat d'Esfahan governada per un tercer germà, Rustem. Pir Muhammad va concedir el govern de Yadz a Iskandar (ja que no podia tornar a Hamadan), el qual hi va enviar a Bikesi Sultan i ell va marxar en persona a Esfahan. L'exèrcit de Muhammad Umar va arribar a Hamadan (juny), i Rustem d'Esfahan hi va enviar un negociador de nom Hajji Musafir Umar, ben acollit per Muhammad Umar; es va acordar la pau, retornant enrere l'atacant. A finals de juny Muhammad Umar va sortir cap a Derguzin i cap a Hamadan on estava encara passada la meitat de juliol. En el camí els habitants de Qom (Kom), Sawah, Kurdistan i Luristan li van oferir regals.

### Miran Xah al Khurasan
A meitat de 1405 es va saber que Miran Xah anava en direcció al Khurasan. Xah Rukh va enviar soldats a interceptar-lo, amb ordres de que si venia en pla de conqueridor, combatre’l però si era demanant asil, acollint-lo. Les forces enviades el van trobar a prop de Sabzawar; se li havia unit Khoja Sultan Ali, el cap dels rebels sarbadars que havien estat derrotats, que inicialment havia fugit a Astarabad i després es va acostar al príncep deposat. Miran Xah va mostrar intencions pacifiques, va acceptar la entrega de Khoja Ali Sultan i de Sultan Husayn fill del kan Pirak Padxah i el seu seguici (tots foren executats excepte Khoja Ali que fou enviat a Herat carregat de cadenes)

### Abu Bakr alliberat
Per aquest temps va començar a aparèixer per la regió de Maragha un predicador de nom Baba Niki que feia algunes coses considerades prodigi (simples jocs de mans). Muhammad Umar les va presenciar personalment i el va fer executar. Abans de morir va predir que una cosa greu passaria després de la seva mort (21 de juliol de 1405). El 24 de juliol de 1405, amb algunes complicitats interiors a Sultaniya, Abu Bakr fou allibefrat i va prendre el control d'aquesta ciutat; els que s'hi van oposar, principalment el tresorer (Khinzanji) Adel, Isa Kurji i Xaikh Hajji, foren massacrats. Agafats per sorpresa els oficials i soldats es van passar a Abu Bakr; la plaça estava ben proveïda d'armes i guardava el tresor local. L'amir Husayn Barles i la mare d'Abu Bakr, Janila Begum, que eren a Ghuzeldereh amb el que quedava de l'exèrcit procedent de l'Iraq Arabí, es van dirigir a Sultaniya amb la seva gent per recolzar a Abu Bakr. Aquest va repartir entre els seus seguidors els diners trobats a la ciutat, per assegurar lleialtats, i amb les tropes que li donaven suport es va dirigir cap a Rayy i per anar d'allí al Khurasan a buscar al seu pare Miran Xah, que en aquells dies ja havia marxat cap allí.
En dos dies Muhammad Umar va arribar a Sultaniya (27 de juliol) i va enviar a l'amir Abd al-Razzak, fill de l'amir Kodadad Husayni, a perseguir a Abu Bakr. A la vora de Kazwin els dos exèrcits es van trobar i després d'una batalla que va durar tot el dia, sense guanyador clar, Abu Bakr va poder seguir cap a Rayy i Abd al-Razzak va haver de tornar a Sultaniya que Muhammad Umar havia deixat en mans d'amirs fidels i ja havia abandonat. Un xaikh procedent de Samarcanda, Khusraw Xah, es va oferir a Umar per restaurar el tresor saquejat per Abu Bakr i va sotmetre als amils a una tributació excessiva i arbitraria.

### Campanya de Muhammad Umar contra Bistam Jagir de Bardaa i contra Xaikh Ibrahim de Xirvan (estiu 1405)
Muhammad Umar havia marxat a l'Awjan (a l'est de Tabriz) i s'havia dirigit a Sarai amb intenció de capturar a l'amir Bistam Jaku o Jagir que anteriorment havia estat al seu servei. Bistam va obtenir l'aliança de Xaikh Ibrahim de Xirvan i mercès a la seva ajuda es va poder establir a Bardaa. Umar li va reclamar l'empresonament de Bistam però Ibrahim va respondre amb evasives que van irritar al príncep que va creuar l'Araxes i va acampar a un lloc anomenat Babi. Bistam, Xaikh Ibrahim i alguns aliats (el prínceps Karamanlu de Karabagh, i Sidi Ahmad Arlat de Xaki) es van retirar de Bardaa, van travessar el riu Kur i es van fer forts a l'altre costat del riu, esperant l'atac. Muhammad Umar es va acostar a la zona i durant una setmana els dos exercits es van vigilar un a l'altra.

### Abu Bakr i Miran Xah es retroben (estiu del 1405)
Abu Bakr va arribar a la comitiva del seu pare al Khurasan. El jove príncep va retreure al seu pare l'entrega de Khoja Ali Sultan. Pare i fill van decidir retornar a l'Azerbaidjan.

### Ofensiva d'Abu Bakr
Pel camí Abu Bakr va intentar reforçar-se; va acceptar certa ajuda que li facilitaven els amirs de Khurasan enviats per Xah Rukh; també es va casar amb la filla de l'amir Tavakul Ari Bugha a la ciutat de Bistam, el que li feia guanyar un aliat, i després va anar en tres dies fins a Damghan (junt amb Miran Xah) i seguidament a Semnan (que fou saquejada per una ofensa anterior), i d'allí a Khuwar o Khawar entrant altre cop a l'Iraq Ajamita portant a la princesa Sultan Bakht Begum (una de les esposes de Miran Xah) que fou deixada a un campament que van establir a Sauk Bulak. Mentre l'amir Husayn Barles s'havia apoderat de la fortalesa de Xahriyar, que fou el lloc on es van dirigir Abu Bakr i Miran Xah. Mentre, Muhammad Umar era al riu Kur lluitant contra l'amir de Xirvan, Xaikh Ibrahim i el seu aliat Bistam Jagir. Abu Bakr es va dirigir amb dos mil homes cap a Sultaniya, que no va oferir resistència. Els harems de Muhammad Umar a la ciutat i els dels seus amirs foren repartits entre els seus partidaris.

### Caiguda de Muhammad Umar
Umar acabava de signar una pau amb Ibrahim (que en tot cas no fou duradora) i havia abandonat la zona i estava lluny del front dirigint-se cap a Tabriz acompanyat de tropes manades per l'amir Bayan Kutxin i el xaikh Khusraw Xah, una mena de visir. Aquests dos tenien com a principal preocupació l'establiment d'impostos i l'exacció de diners, probablement per enriquir-se personalment però formalment per compensar el que s'havia perdut quan Abu Bakr s'havia apoderat de Sultaniya el primer cop. Van arribar a Tabriz i en nomes dos dies van aconseguir recaptar 200 tumans iraki; els principals habitants de Tabriz foren espoliats i alguns havien de ser enviats a Sultaniya però com que aquesta estava en poder d'Abu Bakr, foren enviats a l'Awjan.
Mentre, al campament del Kur, establert a Mianej-Ghermrud, es va saber que Abu Bakr havia conquerit Sultaniya; els soldats van abandonar a Muhammad Umar i es van passar a Abu Bakr. Quan Muhammad Umar va tornar a Ghermrud (via Ardebil) al cap d'uns dies d'absència, es van assabentar que els soldats havien desertat i molts soldats i amirs havien marxat a Sultaniya que estava en mans d'Abu Bakr. A mes Xaikh Ibrahim havia représ els combats. Molts amirs de Muhammad Umar van passar a Abu Bakr i molt especialment a Miran Xah, entre els quals Umar Taban, Sultan Sanjar, Saif al-Din Barles o Abd al-Razzak ibn Kodadad Husayni. Abu Bakr va tractar be a Taban, que li constava que l'havia defensat abans de ser detingut, però en canvi a altres amirs dels que dubtava els va fer executar.
El poder de Muhammad Umar es va enfonsar; Bayan Kutxin i el xaikh Khusraw Xah que eren a l'Awjan, es van dirigir a Sultaniya on van entregar la recaptació a Abu Bakr per salvar la pell, si bé el xaikh fou penjat per ordre d'Abu Bakr. Bayan Kutxin en canvi va poder passar al seu servei. Ja sense rival, Abu Bakr va decidir nomener sobirà del Takhi-i-Hulagu al seu pare Miran Xah (estiu del 1405). Va fer construir un tron d'or i va proclamar com a sobirà a Miran Xah.

### Muhammad Umar s'alia als turcmans
Per recuperar el poder Muhammad Umar es va aliar a alguns caps turcmans, especialment Jalik de Maragha, i turcomongols (una secció dels Sulduz). Sota comandament d'Alikeh Jalik, fill de Jalik, les forces dels turcmans van entrar amb Muhammad Umar a Tabriz. Els turcmans van cometre tota mena d'abusos a la ciutat. Va esclatar una revolta popular que va tancar les portes. La ciutat va intentar un acord amb Muhammad Umar però aquest va donar l'ordre d'atac als turcmans; aleshores els ciutadans van oferir una ferotge resistència. Abu Bakr, al corrent del que passava, va agafar les seves forces i es va dirigir a Tabriz. Quan es va saber que venia, els turcmans es van retirar cap a Maragha sense esperar-lo i Muhammad Umar també va fugir.

### Bayan Kutxin a Tabriz
Primer les exaccions de Bayan Kutxin i de Khusraw Xah i ara els abusos dels turcmans havien enfós la popularitat de Muhammad Umar al mateix temps que aixecaven la d'Abu Bakr. Aquest es va sentir fort i va decidir entrar a Tabriz i va pensar fins i tot en proclamar-se sultà per sobre del seu pare Miran Xah. S'havia de comunicar a la ciutat de Tabriz que Miran Xah era el nou sobirà i hi va enviar a Bayan Kutxin. Aquest havia tingut un paper destacat en les exaccions i va topar amb la resistència de la població que es negava a deixar-lo entrar ja que pensaven que actuava pel seu compte i no pel d'Abu Bakr. L'amir es va establir en un edifici fora muralles i va saber que venien reforços dirigits pels amirs Duldai i Khoja Berdi que arribarien en un parell de dies. L'endemà va saber que un cos de deu mil homes liderats pels xeics turcmans Kapani i Imad al-Din arribava a la ciutat per combatre'l. Com que els reforços encara tardarien unes hores, va decidir un atac sorpresa i amb els seus 400 homes va atacar als deu mil, els va desorganitzar i derrotar; però un altre cos liderat per l'amir Xaikh Kassab estava arribant i Bayan, sense acabar la feina, es va dirigir contra Kassab i al primer xoc les tropes d'aquest es van desbandar; l'endemà al matí van arribar els reforços per a Bayan, dirigits per Duldai, que en el seu camí havien fet nombrosos presoners dels enemics que fugien, entre els quals hi havia el propi amir Kassab. Bayan no obstant els va perdonar i alliberar. La població, al saber que Abu Bakr havia donat les ordres, es va sotmetre. Dos dies després Bayan i Duldai van sortir de la ciutat cap a Maragha deixant com a governador a l'amir Bahlul Barles.

### Abu Bakr a Tabriz
Abu Bakr va entrar a Tabriz el 31 de desembre de 1405 Mentrestant Muhammad Umar havia anat de Maragha cap a Hamadan on el governador Arxiun li va dir que no podria resistir a Abu Bakr i que valia mes demanar ajut a Pir Muhammad de Fars. Passant per Esfahan se li va afegir Rustem. Aquest va suggerir una aliança del tres germans però mentre, aprofitant que el campament d'Abu Bakr a Sauk Bulak estava amb poques forces, atacar-lo per sorpresa. Així es va fer. Rustem va sortir d'Esfahan per anar a Siraz on fou molt ben rebut pel seu germà. Els tres germans Pir Muhammad, Rustem i Iskandar, fills d'Umar Xaikh van estar d'acord, i el primer Rustem d'Esfahan, que acompanyat de Muhamad Umar va ocupar i saquejar el campament d'Abu Bakr a Sauk Bulak i es van emportar a Sultan Bakht Begum, l'esposa de Miran Xah, i molt de botí, mentre els comandants del campament, Tavakul Barles i altres, estaven ocupats bevent; tot i borratxos van perseguir als atacants en la ruta Sari (Iran)-Kamix-Rayy i els van arribar a atrapar i enfrontar, però com que els atacants del campament eren mes nombrosos que els perseguidors, no van tenir gaires problemes en seguir el camí amb tot el que havien saquejat. Després Muhammad Umar va anar a Siraz on fou molt ben rebut. Al final del hivern les tropes dels tres germans estaven altre cop a punt i es van reunir a Jurbakhan (Jerbadekan).

### Aliança amb els cosins
Al saber de l'aliança de Muhammad Umar amb els seus tres cosins (Pir Muhammad de Fars, Rustem d'Esfahan i Iskandar ara de Yadz), Abu Bakr va marxar en persona cap al sud-oest, deixant el govern de Tabriz en mans de Muhammad Dawati i Zain al-Din Kazwiní; es va dirigir a Sultaniya (saquejant tot al seu pas fins i tot una caravana) i d'allí a Jurbakhan (Jerbadekan) on va acampar abans d'arribar a Esfahan (1406)
Estant allí va saber que en la seva absència el amir turcman Bistam Jagir s'havia apoderat de Tabriz i havia fet presoners als seus delegats. Bistam Jagir que tenia el suport de Xaikh Ibrahim de Xirvan, es va presentar a Tabriz, i el governador Muhammad Dawati, que no estava en capacitat per resistir ja que tenia un nombre limitat de forces, li va enviar un delegat i es va acordar la rendició. Abu Bakr va enviar un missatge de pau als tres prínceps (els seus cosins) i va retornar a l'Azerbaidjan. Els tres prínceps disposaven entre tots de 50.000 homes, i comptaven que Abu Bakr era ara un errant (havia perdut ja Tabriz) i les relacions amb el seu pare i la seva mare passaven per moments complicats i, per tant, van decidir perseguir-lo. Abu Bakr va acampar al sud de Sultaniya a un lloc anomenat Guruk Arghun.

### Campanya d'Esfahan
La situació a Tabriz era fluida i Abu Bakr va canviar de plans i va tornar a marxar en direcció a Esfahan. El seu exèrcit es va trobar amb el dels tres germans que el buscaven a la rodalia de Derguzin en un lloc anomenat Kharbereh. La batalla de Derguzin o Kharbereh es va perllongar tot el dia, causant quatre mil morts o ferits greus; a la nit es va aturar però al dia següent es va reprendre i Abu Bakr, amb un atac amb les tropes d'elit cap al centre de Pir Muhammad, va aconseguir la victòria. L'exèrcit derrotat va fugir corrent cap a Esfahan. Abu Bakr i les seves forces van descansar uns dies en els quals va fer matar alguns amirs propis, el mes destacatdels quals fou Umar Taban, acusat de no haver lluitat amb ganes i de ser enemic secret seu. Això va provocar la deserció temporal de Husayn Barles i alguns altres amirs, que es va refugiar a Esfahan on també hi havia Muhammad Umar. Abu Bakr es va dirigir contra Esfahan. Le població es va refugiar darrera els murs o al castell de Tabrak. Abu Bakr va ocupar la ciutat fora muralles i la va tractar molt be esperant una submissió que no va arribar.
Mentre Abu Bakr feia una inspecció es va fer una sortida dels assetjats a Esfahan i en l'enfrontament i va haver gran nombre de ferits. L'endemà Abu Bakr es va presentar en formació de batalla amb un centre, una dreta i una esquerra. Va entrar al barri dels Jardins i dos mil homes enemics, quasi tots civils, van resultar morts; tres amirs enemics foren fets presoners. L'endemà els notables de la ciutat van acordar la rendició. Es retornaria tot el que havien pres a Sauk Bulak, es llegiria la khutba en nom de Miran Xah i la moneda s'encunyaria també en nom d'aquest. Però al darrer moment Abu Bakr va decidir trencar l'acord i assaltar la ciutat. Muhammad Umar, que estava entre els assetjats a Esfahan, va pensar que tot estava perdut i va fugir cap al Khurasan (província mongola). Durant l'assalt Abu Bakr va saber que Xaikh Hajji Iraki de Daylam estava assetjant Sultaniya i que Xaikh Ibrahim havia arribat a Tabriz ocupada per l'amir Bistam. Va desistir de l'assalt i va renovar el tractat de capitulació amb Esfahan, sortint després en direcció a Sultaniya. Quan va arribar a Derguzin el xaikh Hajji Iraki va abandonar el setge de Sultaniya i se'n va anar cap a Tarom al Daylam, prop de Zanjan. Després de la victòria es va dirigir cap a Tabriz que havia canviat de mans (de Bistam Jagir va passar a Xaikh Ibrahim, d'aquest a Ahmad ibn Uways, i aquest la va abandonar l'agost del 1406, quedant de fet en mans d'Abu Bakr que no hi va entrar per una epidèmia de pesta) però al Nakhitxevan fou derrotat pels turcmans kara koyunlu (octubre) i obligat a fugir. Davant la fugida dels timúrides, les tropes victorioses kara koyunlu van entrar a Tabriz i la van saquejar. Kara Yusuf va ocupar temporalment Sultaniyya i va traslladar la població a Tabriz (i a Ardabil i Maragha).

### Muhammad Umar al Khurasan
Muhammad Umar s'havia dirigit al Khurasan. El juliol de 1406, estant Xah Rukh a Kharjerd, va rebre un emissari del príncep Muhammad Umar que li anunciava que estava en camí per oferir-li el seu homenatge. Xah Rukh havia facilitat elements com roba adequada, cavalls, cinturons etc... a Umar, coses que li va enviar a Sabzawar en la ruta del príncep. Poc després (agost) va arribar al campament; estava prop de Salmakan i demanava l'honor de baixar la ma de Xah Rukh. Fou acceptat i va acompanyar a Xah Rukh en la campanya de Mazanderan i a la batalla d'Astarabad (setembre) va dirigir l'ala esquerra junt amb els amirs Yusuf Khalil i Jahan Malik.

### Governador de Mazanderan
L'octubre de 1406 Xah Rukh va donar el govern del Mazanderan al seu nebot príncep Muhammad Umar, incloent Gurgan, Dihistan, Kumis (Damghan) i Astarabad.
Muhammad Umar era generós amb els seus i en pocs mesos havia aconseguit reunir al seu entorn un import nucli de suport; va fer una incursió a Rayy on va agafar nombrosos mongols i tendes del quarter d'Abu Bak; als mongols els va enrolar a la força i amb aquestes forces i las pròpies va concebre el projecte de conquerir Khurasan; havia estat informat de les discrepàncies entre l'amir Xah Malik i Xah Rukh i va decidir actuar i ràpidament va envair Khurasan. Xah Malik estava a Tus i va comunicar la invasió a Xah Rukh. Aquest va sortir d'Herat el 6 d'abril de 1407 i es va dirigir al campament de Badghis a Kizil Ribat on se li va unir el seu general Midrab Bahadur.
L'exèrcit va marxar contra Muhammad Umar. En aquell moment va arribar la princesa Khan Zade que portava amb ella al jove príncep Muhammad Juki, cinquè fill de Xah Rukh, el que fou considerat un bon presagi. Els va reenviar a Herat i va marxar cap a Jam i es va trobar amb les forces de Muhammad Umar a Berduyah. Pràcticament no hi va haver batalla ja que la columna central d'Umar, manada per Jeke Tawaji, es va passar a Xah Rukh i la resta de l'exèrcit es va desbandar (26 d'abril de 1407).

### Mort de Muhammad Umar
Després del combat de Berduyah uhammad Umar va fugir cap al desert entre Berduyah i Jam, on fou localitzat per servidors de l'amir Midrab Bahadur; va resultar ferit greu i fou carregat de cadenes i enviat a Xah Rukh que en aquell moment era a Amrudek. Xah Rukh li va concedir una llitera de príncep, i el va enviar cap a Herat assignant-li un metge i un cirurgia. Va morir al arribar a Tuguz Ribat i fou enterrat allí el 12 de maig de 1407.

## Família
- Manuxihr Mirza (+ 1468)
  - Malik Muhammad
- Abu Said Mirza (1424–1469)
  - Sultan Ahmed Mirza
  - Sultan Mahmud Mirza
  - Ulugh Beg Mirza II
  - Umar Shaikh Mirza II
    - Zahir al-Din Muhammad Babur
      - EMPERADORS MUGHOLS

    - Jahangir Mirza II
    - Nasir Mirza